# Campeonato Sudamericano de Clubes Campeones 1986
El Campeonato Sudamericano de Clubes Campeones 1986 fue la vigésima cuarta edición de lo que era el torneo más importante de clubes de baloncesto en Sudamérica.
Fue realizado en Buenos Aires.
El título de esta edición fue ganado por el Monte Líbano (Brasil).

## Equipos participantes
| País             | Equipo                    |
| ---------------- | ------------------------- |
| Argentina 1 cupo | Ferro Carril Oeste        |
| Bolivia 1 cupo   | La Salle                  |
| Brasil 1 cupo    | Monte Líbano              |
| Chile 1 cupo     | Universidad Católica      |
| Ecuador 1 cupo   | Banco Central del Ecuador |
| Uruguay 1 cupo   | Club Atlético Cordón      |